# Vasilij Nikolaevič Zinov'ev
Vasilij Nikolaevič Zinov'ev (in russo Василий Николаевич Зиновьев?; Mosca, 30 novembre 1755 – Kopor'e, 7 gennaio 1827), senatore, consigliere privato e ciambellano dello zar di Russia, fu cugino e cognato del principe Grigorij Grigor'evič Orlov, padre dei generali Nikolaj e Vasilij Zinov'ev, nonché nonno di Lydia Zinov'eva-Annibal. Negli anni dal 1794 al 1800 fu direttore del Collegio Medico di Russia. È noto in particolare come autore di un diario di viaggio..

## Biografia
Vasilij era figlio del comandante della fortezza di San Pietroburgo, il maggiore generale Nikolaj Ivanovič Zinov'ev e di sua moglie Evdokija Naumovna Senjavina, figlia del vice ammiraglio Naum Akimovič Senjavin. Ebbe per sorella Ekaterina, moglie poi di Grigorij Grigor'evič Orlov. All'età di 3 anni venne arruolato come soldato nel reggimento Izmailovskij. Dal 1766 al 1773 studiò all'Università di Lipsia insieme a Aleksandr Nikolaevič Radišcev, Vasilij Fëdorovič Ušakov, Aleksej Michajlovič Kutuzov, Pëtr Ivanovič Čeliščev e Osip Petrovič Kozodavlev. Ebbe modo di studiare architettura, musica, letteratura e arte dell'Europa occidentale, oltre al francese, all'italiano ed all'inglese.
Nel 1772 ricevette il grado di sergente dell'esercito e l'anno successivo venne destinato al quartier generale di suo cugino e cognato, Grigorij Grigor'evič Orlov. Nel 1774 venne inviato in Italia a portare la notizia della conclusione del Trattato di Küçük Kaynarca, incarico svolto il quale, tornato in patria, ricevette il grado di aiutante generale. Nel 1775-1778 si portò in Inghilterra ed in Germania per un grand tour e tornò quindi in Russia nel 1778, quando sua sorella Ekaterina Nikolaevna sposò Grigorij Grigor'evič Orlov. Negli anni 1783-1788 intraprese un nuovo viaggio in Germania, Italia, Francia, Svizzera, Inghilterra, Scozia. Nel 1785 divenne ciambellano imperiale. Sapiente intenditore del bello, scrisse delle opere per il teatro drammatico e dei balletti, opere aventi poi per prima donna l'attrice inglese Sarah Siddons e musicate da Georg Friedrich Händel; si dichiarò sempre appassionato dell'opera italiana. Fu collezionista d'arte e si dedicò in particolare a reperire opere del Correggio e sculture di Antonio Canova.
Zinov'ev si dichiarò più volte un sincero ammiratore delle invenzioni di James Watt e le teorie economiche di Adam Smith, convergendo quindi con le idee del duca Ferdinando di Brunswick-Wolfenbüttel e di altri massoni della sua epoca.
Nel 1794 venne nominato presidente del Collegio Medico di Russia; dal 1799 venne nominato senatore dell'impero; il 1º febbraio 1800 decise di pensionarsi e si ritirò a vivere nei pressi di San Pietroburgo, nella tenuta feudale della sua famiglia presso Kopor'e.
Alla sua morte nel 1827, venne sepolto presso il cimitero della fortezza di Kopor'e.

## Opere
Durante il suo secondo viaggio all'estero, Zinov'ev iniziò a tenere un quaderno appunti di viaggio che redasse in francese (la lingua ufficiale dell'aristocrazia internazionale), inizialmente sotto forma di diario, e poi sotto forma di lettere a Semën Romanovič Voroncov (marito della cugina di Zinov'ev) e a V. I. Košeleva. Le note di viaggio di Zinov'ev appaiono piene di umorismo, trasformandosi in satira quando descrivono la corte papale, l'ozio e il gossip della corte russa, l'arbitrarietà giudiziaria nell'Europa occidentale e in Russia. Dopo il suo ritorno in patria, continuò a tenere un proprio diario in russo.
Nel 1806 scrisse delle proprie memorie in francese, parlando degli anni di studio a Lipsia, dei suoi hobby, della massoneria, dei viaggi compiuti. Nei medesimi anni si dedicò inoltre a scrivere un saggio su un tema morale e religioso e redasse l'introduzione di alcune opere del medesimo tema traducendole dall'inglese, opere che però non ci sono giunte.